# Хвощ полевой
Хвощ полево́й, или хвощ обыкнове́нный, или толка́чик, или столбунец (лат. Equisétum arvénse) — вид многолетних травянистых растений рода Хвощ семейства Хвощовые (Equisetaceae).

## Ботаническое описание

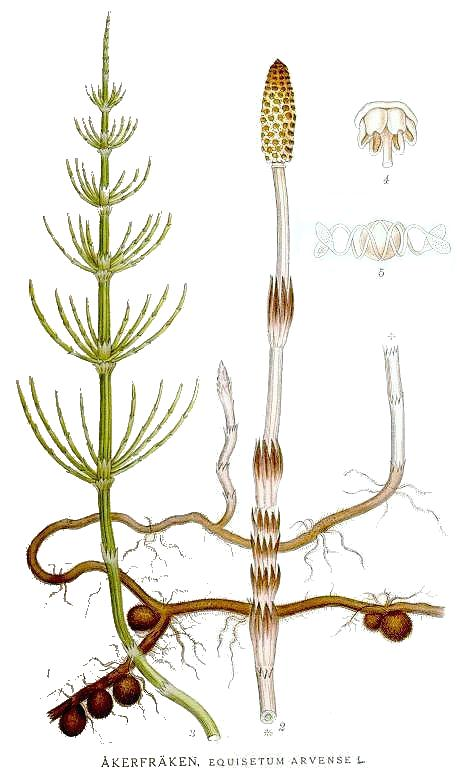

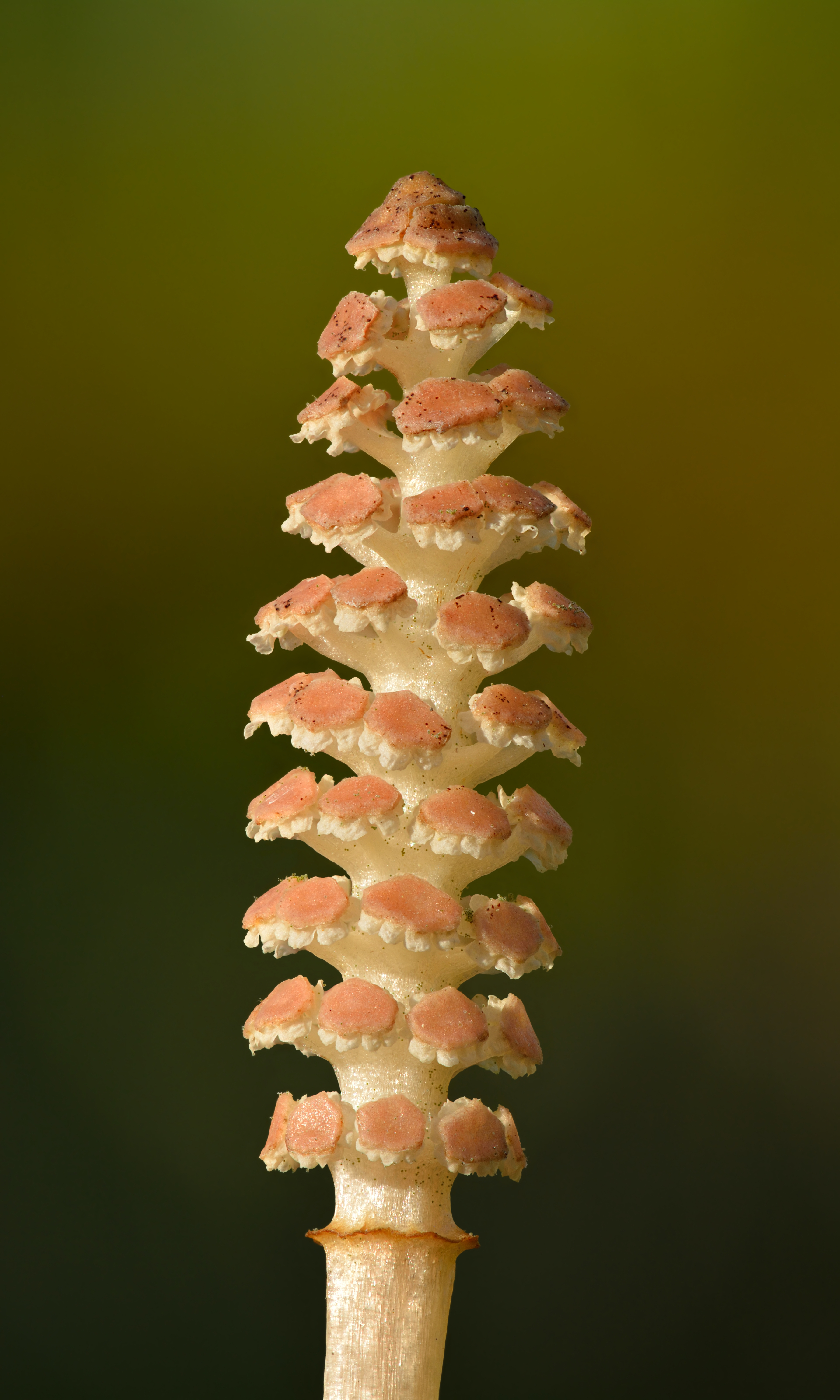
Стробил

Многолетнее споровое травянистое растение высотой до 40, редко до 50 см, с длинным ползучим корневищем. На корневищах образуются короткие клубневидные ответвления, с помощью которых происходит вегетативное размножение.
Надземные побеги диморфные:
генеративные побеги буроватые или розоватые, неветвистые, с треугольными бурыми листовыми зубцами, не имеющими полупрозрачного плёнчатого окаймления. После созревания спор весенние бесхлорофилльные побеги отмирают или (гораздо реже) становятся зелёными, образуют боковые веточки и тогда неотличимы от вегетативных побегов.
вегетативные побеги зелёные, прямостоячие или приподнимающиеся, полые, с пикообразной верхушкой, обычно 15—50 см высотой, 1,5—5 мм в диаметре. Веточки всегда имеются. Эпидермис стебля гладкий.
Листовые зубцы собраны в мутовки по 6—12, иногда до 16, свободные или сросшиеся не до верху. Ветви в мутовках косо направлены вверх, простые или слабоветвистые. Влагалища (редуцированные листья) на стебле цилиндрические.

## Распространение и среда обитания
Растение распространено в субарктических, умеренных и тропических регионах Евразии от Исландии, Великобритании и Португалии на западе до Кореи и Японии на востоке, на всей территории Северной Америки, от субарктики Канады и Аляски до южных штатов США.
В России распространён везде, кроме пустынь и полупустынь, а также Крайнего Севера.
В горах доходит до субальпийского пояса. Растёт в лесах, на суходольных, пойменных лугах, окраинах болот, галечниках, песчаных отмелях, полях, выпасах, по берегам рек, ручьёв, арыков, нередко сорничает. Предпочитает песчаные, довольно богатые, умеренно влажные почвы. На заливных лугах и на залежах часто господствует в травяном покрове один или вместе со злаками — пыреем ползучим, костром безостым, овсяницей красной и т. д. Особенно распространён в поймах северных рек.

## Значение и применение
Весенние (генеративные) побеги — пестики (сев.-рус. пистики) — употребляют в пищу в свежем и варёном виде, а также для приготовления запеканок, окрошек, соусов, начинок для пирога.
Хорошо поедается северным оленем (Rangifer tarandus) в зелёном состоянии. Данные о ядовитости для крупного рогатого скота противоречивы. Один из основных весенне—летних кормов европейского лося (Alces alces Linnaeus).
Порошком хвоща присыпают раны и язвы у домашних животных.
Окрашивает шерсть в жёлтый и зелёный цвета.
Хвощ содержит много кремнезёма, порошком из стеблей можно полировать мебель, чистить железную и цинковую посуду.
В цветоводстве отвар хвоща полевого используется для профилактики ряда заболеваний декоративных садовых растений. Благодаря содержащейся в хвоще полевом кремниевой кислоте у обработанных отваром растений повышается сопротивляемость некоторым грибным болезням и вредителям (мучнистая роса, чёрная пятнистость роз, ржавчина, паутинные клещи). Приготовление: в 10 л холодной воды в течение суток настаивают 1 кг свежего или 150 г сухого сырья. Настой проваривают в течение 30 минут, после остывания процеживают. При опрыскивании отвар разводят в соотношении 1:5. Отвар сохраняет свои свойства в течение двух недель. Забродивший отвар используется только для полива. Хвощ заготавливают в середине лета.

### Химический состав
Растение содержит углеводы (пектин, галактоза, глюкоза, манноза, арабиноза, ксилоза), органические кислоты (аконитовая, фумаровая, глюконовая, глицериновая, яблочная, малоновая, хинная, цикориевая), стероиды (в том числе β-ситостерин, кампестерин, изофукостерин, холестерин), сапонины, лигнин, флавоноиды (в том числе изокверцитрин, кемпферол, кверцетин, лютеолин), фенолкарбоновые кислоты и их производные (в том числе ванилиновая, протокатеховая, галловая, феруловая, кофейная кислоты), каротиноиды (в том числе β-каротин и γ-каротин, лютеин), витамин C. В спорах содержатся каротиноиды (α-каротин, β-каротин, γ-каротин), флавоноиды (госсипитрин, артикулатин, изоартикулатин), высшие жирные кислоты.

### Использование в медицине
В научной медицине в качестве лекарственного сырья используют бесплодные весенние побеги — траву хвоща (лат. Herba Equiseti). Сырьё заготовляют летом, срезая траву серпами или косой, и высушивают под навесами, на чердаках или в сушилках при температуре 40—50 °С. Срок хранения сырья четыре года. Настои хвоща применяют как мочегонное при отёках, противовоспалительное при воспалительных процессах мочевого пузыря и мочевыводящих путей, кровоостанавливающее, общеукрепляющее, ранозаживляющее и вяжущее средство. Помогают они при сердечной недостаточности, улучшают водно-солевой обмен. Настой травы хвоща полевого противопоказан при нефрозах и нефритах. Урожайность надземной массы хвоща полевого на пойменных лугах обычно 2—5 г/м², а на богатых песчаных почвах, когда нет конкуренции со стороны других видов, образуются почти чистые заросли хвоща с урожайностью до 100 г/м².
Экстракт травы входит в состав лекарственного препарата «Марелин», применяемого при мочекаменной болезни.
Подземную часть в Литве использовали при ревматизме, в средневековой медицине Армении — при респираторных инфекциях, гипоксии.
Надземные части были включены в Государственную фармакопею СССР 8, 9 и 11-го изданий и фармакопеи ряда других стран. Экстракт, отвар, брикеты, гранулы надземной части — диуретическое, применяемое при заболеваниях мочевыводящих путей, асците. Надземная часть рекомендована в комплексном лечении иммунодефицитных состояний, ишемической болезни сердца; в акушерско-гинекологической практике — при метроррагиях, в сборах — при отёках у беременных, для лечения трещин сосков у кормящих матерей; в стоматологии (в виде отвара) — при обильном отложении зубного камня; в дерматологии — при экземах, нейродермите, псориазе, дерматитах, себорее. Настой — при алопеции, склеродермии. При клинических испытаниях получены положительные результаты в комплексном лечении язвенной болезни двенадцатиперстной кишки, хронического холецистита и хронического холангиохолецистита, панкреатита, аллергических дерматозов, судорожного синдрома с перинатальными положениями нервной системы у детей. В эксперименте надземная часть обладает выраженными антигипоксическими свойствами.
В народной медицине отвар, настой травы используют при бронхиальной астме, скарлатине, малярии, дизентерии, люмбаго, ишиасе; как противоопухолевое, антигельминтное; в сборах — при неврозах, хронической сердечной недостаточности, ревматоидных артритах; наружно в виде ванн и аппликаций — при геморрое, миозите, нейродермите, варикозном расширении вен, фурункулёзе, дерматитах, экземе; как полоскание — при заболеваниях полости рта и глотки, при зубной боли. В Болгарии отвар травы как гемостатическое при гематурии, кровохарканье, метроррагиях; в сборе в виде настойки — при спазмофилии, наружно — при кожном зуде; отвар (в сложном сборе) — как общеукрепляющее при туберкулёзе лёгких, бронхите, анемии, хроническом гастрите, язве желудка и двенадцатиперстной кишки, желтухе у детей, колитах, миопатии, раке пищевода, неврастении, эпилепсии, костном туберкулёзе, адиссоновой болезни, желчнокаменной болезни, холецистите; при миксодеме, ревматизме, подагре, артритах, остеомиелите, миокардите, перикардите, женских болезнях; наружно — при миоме матки, эритеме узловатой, панариции, гиперкератозе волосистой части головы, себорее, при гипертрофии простаты, при катаракте, блефарите, рините, стоматите.
Сок в практической медицине показан астеническим больным при хронических бронхитах, при бронхиальной астме, наружно — как ранозаживляющее и при алопеции.